# Reptilen (film, 1948)
Reptilen (engelska: Raw Deal) är en amerikansk långfilm från 1948 i regi av Anthony Mann, med Dennis O'Keefe, Claire Trevor, Marsha Hunt och John Ireland i rollerna.

## Handling
Joe Sullivan (Dennis O'Keefe) sitter i fängelset för rån. Han besöks av sin flickvän Pat (Claire Trevor) som berättar för honom att hans vänner ska få ut honom ur fängelset. Det Joe inte vet är att gangstern Rick Coyle (Raymond Burr) har organiserat det flykten. Coyles mål är att då Joe dödad under flykten så han slipper betala Joe hans del av rånbytet. Men när Joe överlever flykten förändras hela situationen.

## Rollista
| Dennis O'Keefe | – Joseph Emmett (Joe) Sullivan |
| Claire Trevor  | – Pat Cameron                  |
| Marsha Hunt    | – Ann Martin                   |
| John Ireland   | – Fantail                      |
| Raymond Burr   | – Rick Coyle                   |
| Curt Conway    | – Spider                       |
| Chili Williams | – Marcy                        |
| Regis Toomey   | – Police Capt. Fields          |
| Whit Bissell   | – Murderer                     |
| Cliff Clark    | – Gates                        |

## Produktion
Filmen var den fjärde filmen i en serie av B-filmer som regissören Anthony Mann gjorde för Eagle-Lion Films. Han hade året innan slagit igenom med T-Men (Al Capones banemän) och Reptilen visade att hans genombrott inte bara var en lyckoträff.
Mann och hans kameraman John Alton arbetade mycket med låga kameravinklar och andra sätt för att få filmens huvudbov Rick Coyle så ond som möjligt. Filmhistorikern Jeanine Basinger skrev bland annat:
| ” | Utan Manns och Altons bemästrande av form hade Rick varit en tråkig bov, beroende av Burrs utseende för sin originalitet. Genom att framhäva hans ondska genom kameravinklar, dekor och eldmotivet blev karaktären fördjupad - egentligen skapad - där inget tidigare existerade. | „ |

Filmen använder ovanligt nog en kvinna, Claire Trevor, som sin berättarröst.

## Mottagande
I Encyclopedia of Film Noirs belyser man filmens brutalitet, bland annat hotar Rick att tortera Ann med en cigarettändare, i ett slagsmål anfaller en av männen den andre med en trasig flaska och i ett annat spetsas en man på ett uppstoppat djurs horn.